# Jábaga
Jábaga es una localidad del municipio conquense de Fuentenava de Jábaga, en la comunidad autónoma de Castilla-La Mancha (España).

## Localidades limítrofes
Confina con las siguientes localidades:
- Al noreste con Arcos de la Cantera y Chillarón de Cuenca.
- Al este con Cuenca.
- Al sur con Cólliga.
- Al suroeste con Villanueva de los Escuderos.
- Al noroeste con Navalón.

## Demografía
| Gráfica de evolución demográfica de Jábaga entre 1842 y 1970 |
| |
| Población de derecho según los censos de población del INE Población de hecho según los censos de población del INEEntre el censo de 1981 y el anterior, este municipio desaparece porque se integra en el municipio Fuentenava de Jábaga |

Evolución de la población
| Gráfica de evolución demográfica de Jábaga entre 2000 y 2020       |
|                                                                    |
| Población de derecho (2000-2017) según el padrón municipal del INE |

## Historia
Así se describe a Jábaga en el tomo IX del Diccionario geográfico-estadístico-histórico de España y sus posesiones de Ultramar, obra impulsada por Pascual Madoz a mediados del siglo XIX:

Lugar con ayuntamiento en la provincia, diócesis y partido judicial de Cuenca (2 leguas), audiencia territorial de Albacete (23), capitanía general de Castilla la Nueva (Madrid 22); Situado en terreno llano, dominado por dos cerros cubiertos de pinar, tiene buena ventilación, y su clima es frío y sano. Forman la población 100 casas de pobre construcción y escasas comodidades, distribuidas en calles, algunas empedradas y con buen piso; hay una escuela de primeras letras común a ambos sexos, a la que concurren 20 niños y 15 niñas, la dotación del maestro consiste en 200 reales y 8 fanegas de trigo del fondo de pósito, el que tiene 500 fanegas, y otro de cebada con 100; un hospital muy deteriorado donde se recogen los pobres, y una iglesia parroquial bajo la advocación de la Purificación, servida por un cura de primer ascenso y un sacristán; distante 400 pasos del pueblo está la ermita de San Roque, y a 3.000 la de San Bartolomé, tanto una como otro se hallan en buen estado; para surtido del vecindario hay 2 fuentes dentro de los extremos de la población y varias por su término; este confina por N con Navalón; E Chillarón y Albaladejito; S Colliga y Colliguilla, y O Valmelero y Fuenteruz; su extensión de N a S es de 2 leguas, y de E a O de una, en él se halla el despoblado de Jabaguilla; el terreno disfruta de monte y llano, la parte llana es medianamente productiva, y la de monte está poblada de robles y pinos maderables; en el pedazo de pinar denominado la Dehesa, nace un arroyo, que pasando al S del pueblo, riega algunas tierras y corre a unirse al río de Chillarón y otros dos insignificantes que suelen secarse en los meses de calor. Los caminos son locales, y la carretera de Madrid a Cuenca, y el camino llamado de Huete pasan por su término, tanto el estado de unos como el de otros es mediano; la correspondencia la recibe de la administración de Cuenca. Producciones: trigo, centeno, cebada, avena, judías y patatas; se cría ganado lanar, cabrío y algún vacuno; caza de liebres, perdices y conejos, y algunos corzos y venados. Industria: la agrícola y algunos carpinteros dedicados a la construcción de trilla y puertas; el comercio está reducido a la venta de frutos sobrantes y de los efectos de la carpintería, y se surten de los artículos de que se carece de la capital. Población: 102 vecinos, 406 almas. Capital productivo: 894.720 reales. Imponible: 44.736. Presupuesto municipal: asciende a 2.000 reales, y se cubre con los productos de propios y ramo de taberna.
Diccionario geográfico-estadístico-histórico de España y sus posesiones de Ultramar

## Patrimonio
En la localidad hay una iglesia dedicada a La Purificación de Nuestra Señora.